# Grande Boucle Féminine Internationale 2009
La 17e édition de La Grande Boucle féminine internationale a eu lieu du 18 juin 2009 au 21 juin 2009. La course fait partie du calendrier UCI féminin en catégorie 2.2. L'épreuve est dominée par Cervélo TestTeam Women. Emma Pooley remporte le classement général et deux victoires d'étape, Christiane Soeder le classement par points et une étape. Seule Marianne Vos leur fait véritablement concurrence. Elle gagne le classement des sprints, celui de la meilleure jeune et une étape. Maja Włoszczowska remporte le classement de la montagne.

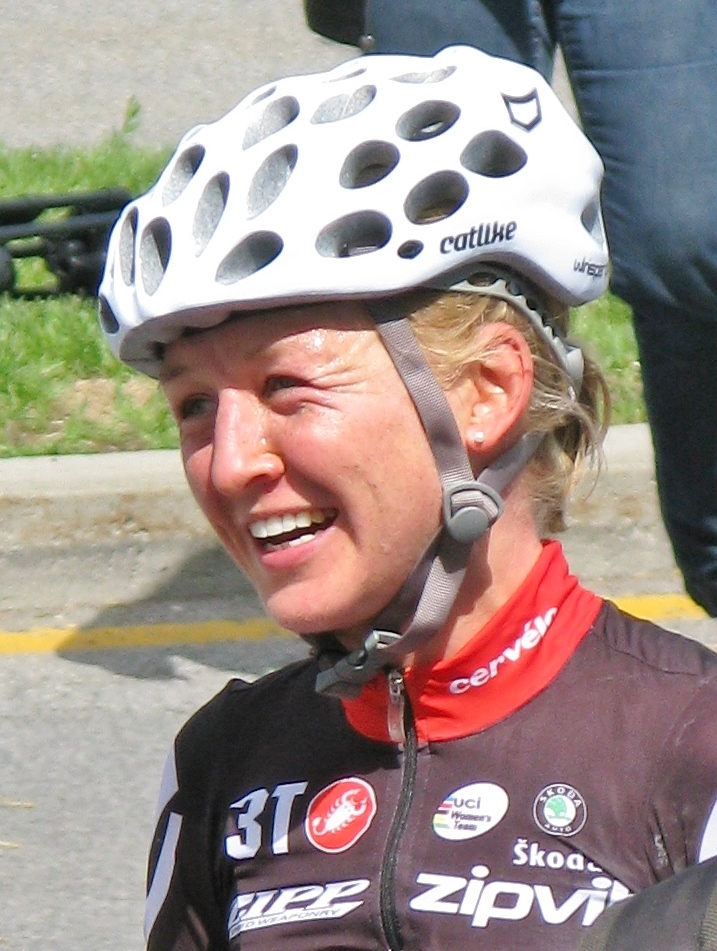
Emma Pooley est la vainqueur de la dernière édition de La Grande Boucle féminine internationale

## Présentation

### Comité d'organisation
Le directeur général de l'épreuve est Pierre Boué. Il est assisté de sa femme Anne qui est directrice générale des services. Le speaker de la course est Guénael Gillet. La présidente du jury des arbitres UCI est Pascale Schyns.

### Parcours
Le départ de cette édition devait initialement avoir lieu à Canterbury en Angleterre. La ville se désiste cependant tardivement. L'organisation doit se résoudre à ne pas remplacer les deux premières étapes de la course.
Cette édition se déroule en quatre étapes. Elle commence par un contre-la-montre individuel à Bressuire qui comporte de nombreuses descentes techniques. La deuxième étape relie cette dernière ville à Niort. La troisième étape débute à Hagetmau et se conclut à Pau. Enfin l'ultime étape relie Irun en Espagne à Anglet. Elle emprunte les cols de Jaizkibel au kilomètre douze et d'Erlaitz au kilomètre trente-neuf.

### Équipes
L'épreuve accueille onze équipes : six UCI, quatre amateurs et une sélection nationale.
| Équipes UCI                        | Équipes UCI | Équipes UCI |
| Nom de l'équipe                    | Pays        | Code        |
| ---------------------------------- | ----------- | ----------- |
| Cervélo TestTeam Women             |             | CWT         |
| Debabarrena Kirolgi                |             | DKT         |
| DSB Bank-Nederland Bloeit          |             | ARC         |
| Lointek                            |             | LTK         |
| Safi-Pasta Zara-Titanedi           |             | SAF         |
| USC Chirio Forno d'Asolo           |             | USC         |
| Bourgogne cyclisme féminin         |             |             |
| Life/Freebike                      |             |             |
| RC Charlottenburg Berlin           |             |             |
| Royal Antwerp Bicycle Club         |             |             |
| Sélection nationale de Pologne VTT |             |             |

### Règlement de la course

#### Classements et bonifications
Le classement général individuel au temps est calculé par le cumul des temps enregistrés dans chacune des étapes parcourues. Des bonifications et d'éventuelles pénalisations sont incluses dans le calcul du classement. Le coureur qui est premier de ce classement est porteur du maillot or. En cas d'égalité au temps, la somme des places obtenues sur chaque étape départage les concurrentes. En cas de nouvelle égalité, la place lors de la dernière étape sert de critère pour décider de la vainqueur.
Des bonifications sont attribuées dans cette épreuve. La première de l'étape gagne dix secondes, la deuxième six, la troisième quatre secondes.

##### Classement par points
Le classement par points attribue le maillot émeraude. Lors d'une arrivée d'étape, les quinze premières se voient accorder des points selon le décompte suivant : 25, 20, 16, 14, 12, 10, 9, 8, 7, 6, 5, 4, 3, 2 et 1 point. Lors du contre-la-montre inaugural le barème est différent : seules les dix premières reçoivent des points : 10, 9, 8, 7, 6, 5, 4, 3, 2 et 1 point.

##### Classement des sprints
Le maillot récompense le classement des sprints. Celui-ci se calcule selon le classement lors de sprints intermédiaires. Les trois premiers coureurs des sprints intermédiaires reçoivent respectivement 6, 3 et un point.

##### Classement de la meilleure grimpeuse
Cette Grande Boucle féminine internationale comporte un total de six ascensions. Elles sont classés en deux catégories. Les ascensions de première catégorie, que sont le col de Jaizkibel et d'Erlaitz rapportent chacun 15, 12, 10, 8, 6, 5, 4, 3, 2 et 1 points aux dix premières coureuses. Celles de deuxième catégorie rapportent quant à elles 4, 2 et 1 points aux trois premières coureuses. Le premier du classement des monts est détenteur du maillot arlequin,.

##### Classement de la meilleure jeune
Ce classement, basé sur le classement général, attribue au premier un maillot rose.

##### Classement de la meilleure équipe
La meilleure équipe est désignée en additionnant les temps au classement général des trois meilleures coureuses de chaque formation.

##### Répartition des maillots
Chaque coureuse en tête d'un classement est porteuse du maillot ou du dossard distinctif correspondant. Cependant, dans le cas où une coureuse dominerait plusieurs classements, celle-ci ne porte qu'un seul maillot distinctif, selon une priorité de classements. Le classement général au temps est le classement prioritaire.
Si ce cas de figure se produit, le maillot correspondant au classement annexe de priorité inférieure n'est pas porté par celui qui domine ce classement mais par son deuxième.

## Étapes
| Étape     | Date    | Villes étapes         |                             | Distance (km) | Vainqueur d’étape | Leader du classement général |
| --------- | ------- | --------------------- | --------------------------- | ------------- | ----------------- | ---------------------------- |
| 1re étape | 18 juin | Bressuire - Bressuire | Contre-la-montre individuel | 18,3          | Emma Pooley       | Emma Pooley                  |
| 2e étape  | 19 juin | Bressuire -Niort      | Étape de plaine             | 64,0          | Christiane Soeder | Christiane Soeder            |
| 3e étape  | 20 juin | Hagetmau - Pau        | Étape vallonnée             | 86,6          | Emma Pooley       | Emma Pooley                  |
| 4e étape  | 21 juin | Irun - Anglet         | Étape de montagne           | 109,8         | Marianne Vos      | Emma Pooley                  |

## Déroulement de la course

### 1reétape
L'équipe Cervélo TestTeam Women domine le contre-la-montre inaugural en plaçant cinq coureuses dans les six premières, dont la vainqueur Emma Pooley. Seule la Néerlandaise Marianne Vos vient s'intercaler en réalisant le deuxième temps. Manel Lacambram le directeur sportif de l'équipe Cervélo, se dit satisfait du résultat, mais se méfie de la numéro un mondial.
| Classement de l'étape | Classement de l'étape | Classement de l'étape | Classement de l'étape              | Classement de l'étape |
|                       | Coureur               | Pays                  | Équipe                             | Temps                 |
| --------------------- | --------------------- | --------------------- | ---------------------------------- | --------------------- |
| 1er                   | Emma Pooley           | Royaume-Uni           | Cervélo TestTeam Women             | en 25 min 12 s        |

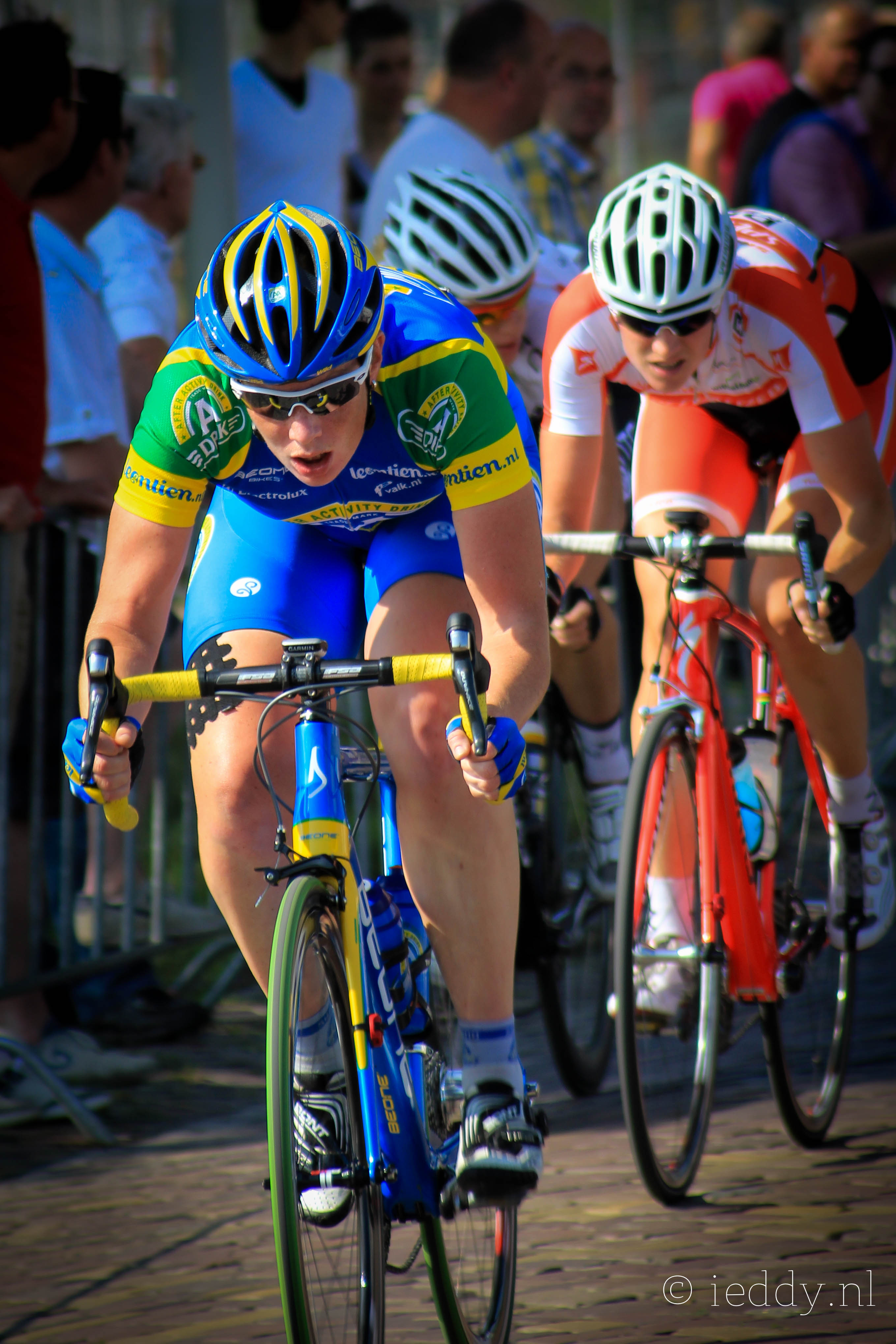
Kirsten Wild est deuxième du classement des sprints et troisième du classement par points

| 2e                    | Marianne Vos          | Pays-Bas              | DSB Bank-Nederland Bloeit          | +25 s                 |
| 3e                    | Christiane Soeder     | Autriche              | Cervélo TestTeam Women             | +39 s                 |
| 4e                    | Regina Bruins         | Pays-Bas              | Cervélo TestTeam Women             | +1 min                |
| 5e                    | Kirsten Wild          | Pays-Bas              | Cervélo TestTeam Women             | +1 min 34 s           |
| 6e                    | Sarah Düster          | Allemagne             | Cervélo TestTeam Women             | +2 min 1 s            |
| 7e                    | Tina Liebig           | Allemagne             | DSB Bank-Nederland Bloeit          | +2 min 6 s            |
| 8e                    | Aleksandra Dawidowicz | Pologne               | Sélection nationale de Pologne VTT | +2 min 10 s           |
| 9e                    | Liesbeth Bakker       | Allemagne             | DSB Bank-Nederland Bloeit          | +2 min 18 s           |
| 10e                   | Paula Gorycka         | Pologne               | Sélection nationale de Pologne VTT | +2 min 20 s           |
| modifier              |                       |                       |                                    |                       |

### 2eétape

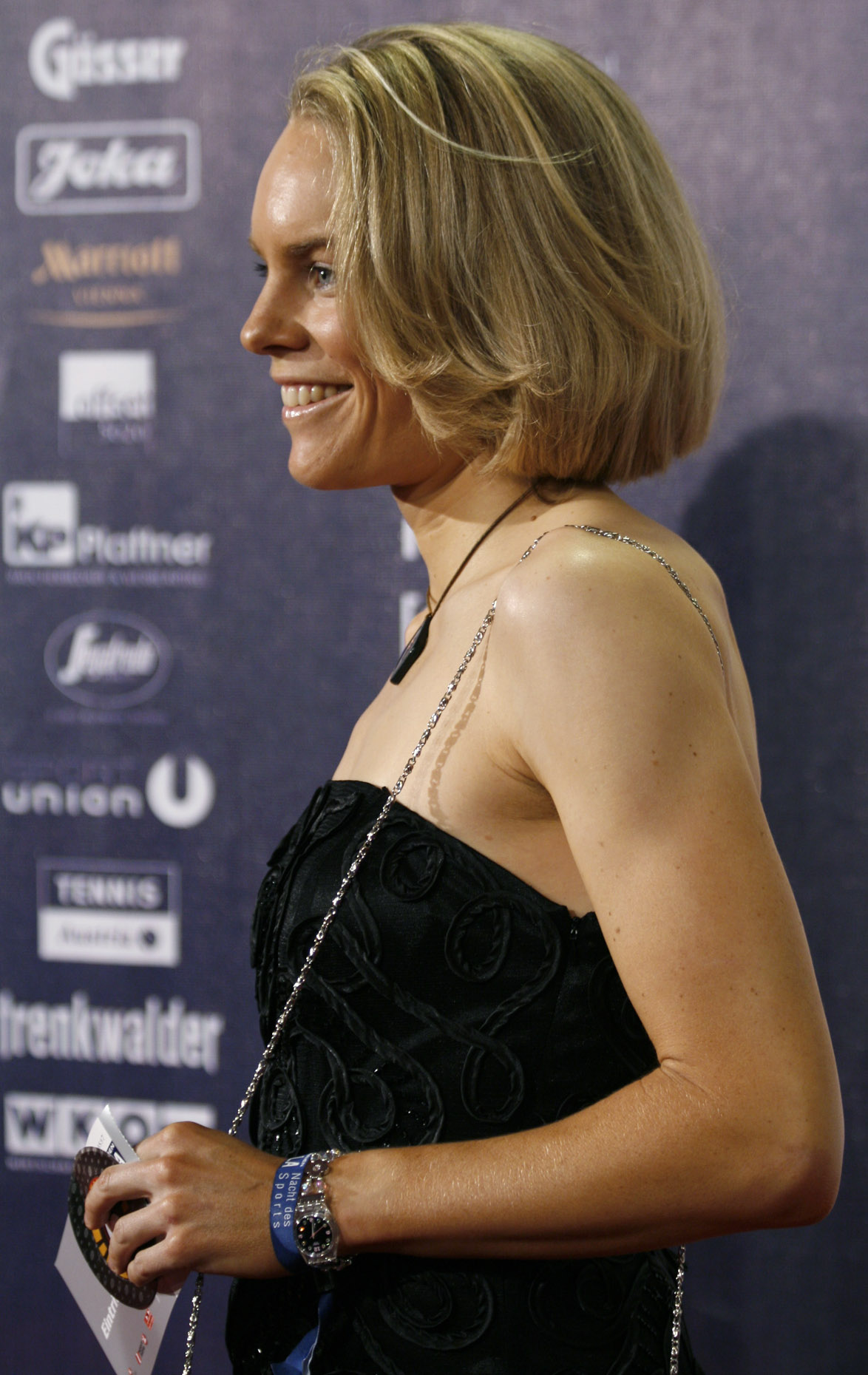
Christiane Soeder gagne la deuxième étape échappée et s'empare du maillot jaune. Elle s'impose finalement sur le classement par points

Lors de la deuxième étape, une échappée constituée de Christiane Soeder, Tina Liebig, Svetlana Pauliukaite et Lina-Kristin Schink part au bout de vingt kilomètres. L'objectif pour la première est de passer devant Marianne Vos au classement général. Elle se retrouve seule à quinze kilomètres du but et s'impose en solitaire avec trente-sept secondes d'avance sur le peloton. Kirsten Wild gagne le sprint. Au classement général, Christiane Soeder prend le maillot jaune à sa coéquipière Emma Pooley.
| Classement de l'étape | Classement de l'étape | Classement de l'étape | Classement de l'étape              | Classement de l'étape |
|                       | Coureur               | Pays                  | Équipe                             | Temps                 |
| --------------------- | --------------------- | --------------------- | ---------------------------------- | --------------------- |
| 1er                   | Christiane Soeder     | Autriche              | Cervélo TestTeam Women             | en 1 h 31 min 19 s    |
| 2e                    | Kirsten Wild          | Pays-Bas              | Cervélo TestTeam Women             | +37 s                 |
| 3e                    | Marianne Vos          | Pays-Bas              | DSB Bank-Nederland Bloeit          | +37 s                 |
| 4e                    | Aleksandra Dawidowicz | Pologne               | Sélection nationale de Pologne VTT | +38 s                 |
| 5e                    | Regina Bruins         | Pays-Bas              | Cervélo TestTeam Women             | +38 s                 |
| 6e                    | Sarah Düster          | Allemagne             | Cervélo TestTeam Women             | +38 s                 |
| 7e                    | Viktoria Vologdina    | Ukraine               | USC Chirio Forno d'Asolo           | +38 s                 |
| 8e                    | Tetyana Mykhaylova    | Ukraine               | USC Chirio Forno d'Asolo           | +38 s                 |
| 9e                    | Mandy Milow           | GER                   | RC Charlottenburg Berlin           | +38 s                 |
| 10e                   | Débora Gálvez López   | ESP                   | Lointek                            | +38 s                 |
| modifier              |                       |                       |                                    |                       |

| Classement général | Classement général    | Classement général | Classement général                 | Classement général |
|                    | Coureur               | Pays               | Équipe                             | Temps              |
| ------------------ | --------------------- | ------------------ | ---------------------------------- | ------------------ |
| 1er                | Christiane Soeder     | Autriche           | Cervélo TestTeam Women             | en 1 h 56 min 57 s |
| 2e                 | Emma Pooley           | Royaume-Uni        | Cervélo TestTeam Women             | +15 s              |
| 3e                 | Marianne Vos          | Pays-Bas           | DSB Bank-Nederland Bloeit          | +29 s              |
| 4e                 | Regina Bruins         | Pays-Bas           | Cervélo TestTeam Women             | +1 min 11 s        |
| 5e                 | Kirsten Wild          | Pays-Bas           | Cervélo TestTeam Women             | +1 min 35 s        |
| 6e                 | Sarah Düster          | Allemagne          | Cervélo TestTeam Women             | +2 min 11 s        |
| 7e                 | Tina Liebig           | Allemagne          | DSB Bank-Nederland Bloeit          | +2 min 21 s        |
| 8e                 | Aleksandra Dawidowicz | Pologne            | Sélection nationale de Pologne VTT | +2 min 22 s        |
| 9e                 | Liesbeth Bakker       | Pays-Bas           | DSB Bank-Nederland Bloeit          | +2 min 33 s        |
| 10e                | Lin Kristin-Schink    | Allemagne          | RC Charlottenburg Berlin           | +2 min 39 s        |
| modifier           |                       |                    |                                    |                    |

### 3eétape
L'échappée décisive se forme au bout de cinquante-trois kilomètres. Emma Pooley, Megan Guarnier, Regina Bruins, Sarah Düster, Marianne Vos et Christiane Soeder en font notamment partie. Dix kilomètres plus loin, Emma Pooley, Elena Berlato et Tina Liebig s'extraient de ce groupe. Elles se font ensuite rejoindre par d'autres coureuses dont Marieke van Wanroij, Giorgia Bronzini et Kirsten Wild. À cinq kilomètres de la ligne, Tina Liebig tente sa chance mais se fait reprendre par le peloton mené par l'équipe Cervélo. Emma Pooley attaque de nouveau à un kilomètre de la ligne et remporte la victoire. Le sprint est gagné par Giorgia Bronzini devant Kirsten Wild.
| Classement de l'étape | Classement de l'étape | Classement de l'étape | Classement de l'étape     | Classement de l'étape |
|                       | Coureur               | Pays                  | Équipe                    | Temps                 |
| --------------------- | --------------------- | --------------------- | ------------------------- | --------------------- |
| 1er                   | Emma Pooley           | Royaume-Uni           | Cervélo TestTeam Women    | en 2 h 11 min 49 s    |
| 2e                    | Giorgia Bronzini      | Italie                | Safi-Pasta Zara-Titanedi  | +20 s                 |
| 3e                    | Kirsten Wild          | Pays-Bas              | Cervélo TestTeam Women    | +20 s                 |
| 4e                    | Tina Liebig           | Allemagne             | DSB Bank-Nederland Bloeit | +23 s                 |
| 5e                    | Elena Berlato         | Italie                | Safi-Pasta Zara-Titanedi  | +25 s                 |
| 6e                    | Marianne Vos          | Pays-Bas              | DSB Bank-Nederland Bloeit | +33 s                 |
| 7e                    | Regina Bruins         | Pays-Bas              | Cervélo TestTeam Women    | +33 s                 |
| 8e                    | Christiane Soeder     | Autriche              | Cervélo TestTeam Women    | +33 s                 |
| 9e                    | Alessandra Borchi     | Italie                | Safi-Pasta Zara-Titanedi  | +33 s                 |
| 10e                   | Sarah Düster          | Allemagne             | Cervélo TestTeam Women    | +37 s                 |
| modifier              |                       |                       |                           |                       |

| Classement général | Classement général    | Classement général | Classement général                 | Classement général |
|                    | Coureur               | Pays               | Équipe                             | Temps              |
| ------------------ | --------------------- | ------------------ | ---------------------------------- | ------------------ |
| 1er                | Emma Pooley           | Royaume-Uni        | Cervélo TestTeam Women             | en 4 h 8 min 51 s  |
| 2e                 | Christiane Soeder     | Autriche           | Cervélo TestTeam Women             | +28 s              |
| 3e                 | Marianne Vos          | Pays-Bas           | DSB Bank-Nederland Bloeit          | +49 s              |
| 4e                 | Regina Bruins         | Pays-Bas           | Cervélo TestTeam Women             | +1 min 37 s        |
| 5e                 | Kirsten Wild          | Pays-Bas           | Cervélo TestTeam Women             | +1 min 46 s        |
| 6e                 | Tina Liebig           | Allemagne          | DSB Bank-Nederland Bloeit          | +2 min 39 s        |
| 7e                 | Sarah Düster          | Allemagne          | Cervélo TestTeam Women             | +2 min 43 s        |
| 8e                 | Aleksandra Dawidowicz | Pologne            | Sélection nationale de Pologne VTT | +3 min 9 s         |
| 9e                 | Liesbeth Bakker       | Pays-Bas           | DSB Bank-Nederland Bloeit          | +3 min 20 s        |
| 10e                | Lin Kristin-Schink    | Allemagne          | RC Charlottenburg Berlin           | +3 min 26 s        |
| modifier           |                       |                    |                                    |                    |

### 4eétape

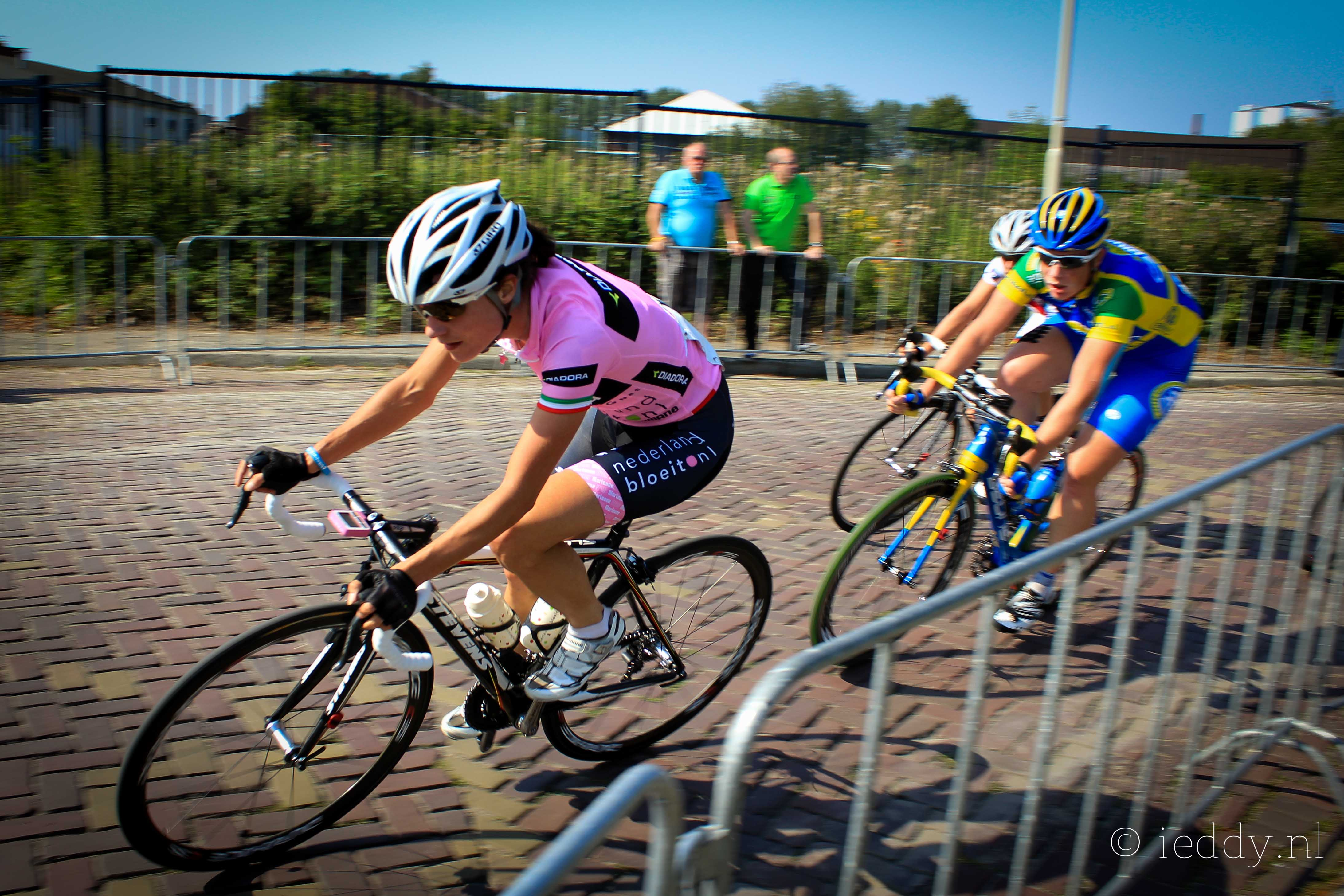
Marianne Vos remporte la quatrième étape, le classement de la meilleure jeune et des sprints

L'étape débute par l'ascension des cols de Jaizkibel au kilomètre douze et d'Erlaitz au kilomètre trente-neuf. L'équipe Cervélo durcie la course. Un groupe de tête se forme en haut de la première montée. Il est constitué de Marianne Vos, Christiane Soeder, Regina Bruins, Maja Włoszczowska et Emma Pooley. La première attaque plusieurs fois, notamment en descente, mais ne parvient pas à s'échapper. Elle remporte toutefois l'étape au sprint,.
| Classement de l'étape | Classement de l'étape | Classement de l'étape | Classement de l'étape              | Classement de l'étape |
|                       | Coureur               | Pays                  | Équipe                             | Temps                 |
| --------------------- | --------------------- | --------------------- | ---------------------------------- | --------------------- |
| 1er                   | Marianne Vos          | Pays-Bas              | DSB Bank-Nederland Bloeit          | en 3 h 15 min 45 s    |
| 2e                    | Christiane Soeder     | Autriche              | Cervélo TestTeam Women             | m.t.                  |
| 3e                    | Regina Bruins         | Pays-Bas              | Cervélo TestTeam Women             | m.t.                  |
| 4e                    | Maja Włoszczowska     | Pologne               | Sélection nationale de Pologne VTT | m.t.                  |
| 5e                    | Emma Pooley           | Royaume-Uni           | Cervélo TestTeam Women             | +3 s                  |
| 6e                    | Aleksandra Dawidowicz | Pologne               | Sélection nationale de Pologne VTT | +4 min 36 s           |
| 7e                    | Paula Gorycka         | Pologne               | Sélection nationale de Pologne VTT | +4 min 36 s           |
| 8e                    | Tina Liebig           | Allemagne             | DSB Bank-Nederland Bloeit          | +7 min 1 s            |
| 9e                    | Giorgia Bronzini      | Italie                | Safi-Pasta Zara-Titanedi           | +7 min 10 s           |
| 10e                   | Elena Berlato         | Italie                | Safi-Pasta Zara-Titanedi           | +7 min 13 s           |
| modifier              |                       |                       |                                    |                       |

## Classements finals

### Classement général final
| Classement général final | Classement général final | Classement général final | Classement général final           | Classement général final |
|                          | Coureur                  | Pays                     | Équipe                             | Temps                    |
| ------------------------ | ------------------------ | ------------------------ | ---------------------------------- | ------------------------ |
| 1er                      | Emma Pooley              | Royaume-Uni              | Cervélo TestTeam Women             | en 7 h 24 min 36 s       |
| 2e                       | Christiane Soeder        | Autriche                 | Cervélo TestTeam Women             | +22 s                    |
| 3e                       | Marianne Vos             | Pays-Bas                 | DSB Bank-Nederland Bloeit          | +34 s                    |
| 4e                       | Regina Bruins            | Pays-Bas                 | Cervélo TestTeam Women             | +1 min 32 s              |
| 5e                       | Maja Włoszczowska        | Pologne                  | Sélection nationale de Pologne VTT | +3 min 33 s              |
| 6e                       | Aleksandra Dawidowicz    | Pologne                  | Sélection nationale de Pologne VTT | +7 min 45 s              |
| 7e                       | Paula Gorycka            | Pologne                  | Sélection nationale de Pologne VTT | +9 min 19 s              |
| 8e                       | Tina Liebig              | Allemagne                | DSB Bank-Nederland Bloeit          | +9 min 40 s              |
| 9e                       | Inga Cilvinaite          | Lituanie                 | Safi-Pasta Zara-Titanedi           | +10 min 40 s             |
| 10e                      | Noortje Tabak            | Pays-Bas                 | DSB Bank-Nederland Bloeit          | +11 min 10 s             |
| modifier                 |                          |                          |                                    |                          |

### Classements annexes

#### Classement par points
| Classement par points | Classement par points | Classement par points | Classement par points     | Classement par points |
| --------------------- | --------------------- | --------------------- | ------------------------- | --------------------- |
|                       | Coureur               | Pays                  | Équipe                    | Point(s)              |
| 1er                   | Christiane Soeder     | Autriche              | Cervélo TestTeam Women    | 53 points             |
| 2e                    | Marianne Vos          | Pays-Bas              | DSB Bank-Nederland Bloeit | 50 pts                |
| 3e                    | Kirsten Wild          | Pays-Bas              | Cervélo TestTeam Women    | 42 pts                |
| modifier              |                       |                       |                           |                       |

#### Classement des sprints
| Classement des sprints | Classement des sprints | Classement des sprints | Classement des sprints    | Classement des sprints |
| ---------------------- | ---------------------- | ---------------------- | ------------------------- | ---------------------- |
|                        | Coureur                | Pays                   | Équipe                    | Point(s)               |
| 1er                    | Marianne Vos           | Pays-Bas               | DSB Bank-Nederland Bloeit | 27 points              |
| 2e                     | Kirsten Wild           | Pays-Bas               | Cervélo TestTeam Women    | 7 pts                  |
| 3e                     | Christiane Soeder      | Autriche               | Cervélo TestTeam Women    | 6 pts                  |
| modifier               |                        |                        |                           |                        |

#### Classement de la meilleure grimpeuse

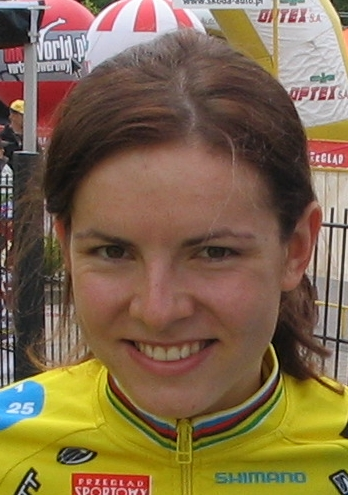
Maja Włoszczowska remporte le classement de la meilleure grimpeuse

| Classement de la meilleure grimpeuse | Classement de la meilleure grimpeuse | Classement de la meilleure grimpeuse | Classement de la meilleure grimpeuse | Classement de la meilleure grimpeuse |
| ------------------------------------ | ------------------------------------ | ------------------------------------ | ------------------------------------ | ------------------------------------ |
|                                      | Coureur                              | Pays                                 | Équipe                               | Point(s)                             |
| 1er                                  | Maja Włoszczowska                    | Pologne                              | Sélection nationale de Pologne VTT   | 39 points                            |
| 2e                                   | Emma Pooley                          | Royaume-Uni                          | Cervélo TestTeam Women               | 27 pts                               |
| 3e                                   | Marianne Vos                         | Pays-Bas                             | DSB Bank-Nederland Bloeit            | 21 pts                               |
| modifier                             |                                      |                                      |                                      |                                      |

#### Classement de la meilleure jeune
| Classement de la meilleure jeune | Classement de la meilleure jeune | Classement de la meilleure jeune | Classement de la meilleure jeune   | Classement de la meilleure jeune |
|                                  | Coureur                          | Pays                             | Équipe                             | Temps                            |
| -------------------------------- | -------------------------------- | -------------------------------- | ---------------------------------- | -------------------------------- |
| 1er                              | Marianne Vos                     | Pays-Bas                         | DSB Bank-Nederland Bloeit          | en 7 h 25 min 10 s               |
| 2e                               | Aleksandra Dawidowicz            | Pologne                          | Sélection nationale de Pologne VTT | +7 min 11 s                      |
| 3e                               | Paula Gorycka                    | Pologne                          | Sélection nationale de Pologne VTT | +8 min 45 s                      |
| modifier                         |                                  |                                  |                                    |                                  |

#### Classement de la meilleure équipe
| Classement de la meilleure équipe | Classement de la meilleure équipe  | Classement de la meilleure équipe | Classement de la meilleure équipe | Classement de la meilleure équipe |
|                                   | Coureur                            | Pays                              | Équipe                            | Temps                             |
| --------------------------------- | ---------------------------------- | --------------------------------- | --------------------------------- | --------------------------------- |
| 1er                               | Cervélo TestTeam Women             | Suisse                            | '                                 | en 22 h 16 min 5 s                |
| 2e                                | Sélection nationale de Pologne VTT | Pologne                           |                                   | +17 min 2 s                       |
| 3e                                | DSB Bank-Nederland Bloeit          | Pays-Bas                          |                                   | +18 min 53 s                      |
| modifier                          |                                    |                                   |                                   |                                   |

## Points UCI
| Position           | 1er | 2e | 3e | 4e | 5e | 6e | 7e | 8e |
| Classement général | 40  | 30 | 16 | 12 | 10 | 8  | 6  | 3  |
| Par étape          | 8   | 5  | 2  |    |    |    |    |    |
| Leader, par étape  | 4   |    |    |    |    |    |    |    |

## Évolution des classements
| Étape            | Vainqueur         | Classement général | Classement par points | Classement de la montagne | Classement des sprints | Classement de la meilleure jeune | Classement de la meilleure équipe |
| ---------------- | ----------------- | ------------------ | --------------------- | ------------------------- | ---------------------- | -------------------------------- | --------------------------------- |
| 1re              | Emma Pooley       | Emma Pooley        | Emma Pooley           | non attribué              | non attribué           | Marianne Vos                     | Cervélo TestTeam Women            |
| 2e               | Christiane Soeder | Christiane Soeder  | Christiane Soeder     | Marieke Van Wanroij       | Kirsten Wild           | Marianne Vos                     | Cervélo TestTeam Women            |
| 3e               | Emma Pooley       | Emma Pooley        | Kirsten Wild          | Elena Berlato             | Marianne Vos           | Marianne Vos                     | Cervélo TestTeam Women            |
| 4e               | Marianne Vos      | Emma Pooley        | Christiane Soeder     | Maja Włoszczowska         | Marianne Vos           | Marianne Vos                     | Cervélo TestTeam Women            |
| Classement final | Classement final  | Emma Pooley        | Christiane Soeder     | Maja Włoszczowska         | Marianne Vos           | Marianne Vos                     | Cervélo TestTeam Women            |

## Bilan
La formation Cervélo TestTeam Women a maîtrisé de bout en bout l'épreuve et est la meilleure équipe. Seule Marianne Vos venue avec une équipe jeune les menace directement. Emma Pooley remporte le classement général et deux victoires d'étape, Christiane Soeder le classement par points et une étape. Marianne Vos gagne le classement des sprints, celui de la meilleure jeune et une étape. La sélection nationale polonaise de VTT, qui est en préparation pour les championnats d'Europe de VTT, fait également bonne figure et gagne grâce à Maja Włoszczowska le classement de la montagne.

## Liste des participantes
| Légende                             | Légende | Légende                                | Légende                                                                                              |
| ----------------------------------- | --- | -------------------------------------- | --- |
| Num                                 | Dossard de départ porté par la coureuse sur cette Grande Boucle féminine internationale                       | Pos                                    | Position finale au classement général                                                                |
| Leader du classement général        | Indique la vainqueur du classement général                                                                    | Leader du classement des sprints       | Indique la vainqueur du classement par points                                                        |
| Leader du classement de la montagne | Indique la vainqueur du classement de la montagne                                                             | Leader du classement du meilleur jeune | Indique la vainqueur du classement de la meilleure jeune                                             |
|                                     | Indique un maillot de champion national ou mondial, suivi de sa spécialité                                    | #                                      | Indique la meilleure équipe                                                                          |
| NP                                  | Indique une coureuse qui n'a pas pris le départ d'une étape, suivi du numéro de l'étape où elle s'est retirée | AB                                     | Indique une coureuse qui n'a pas terminé une étape, suivi du numéro de l'étape où elle s'est retirée |
| HD                                  | Indique une coureuse qui a terminé une étape hors des délais, suivi du numéro de l'étape                      | *                                      | Indique une coureuse en lice pour le classement de la meilleure jeune (coureuses nées après le )     |

| Cervélo TestTeam Women# CWT        | Cervélo TestTeam Women# CWT | Cervélo TestTeam Women# CWT |
| ---------------------------------- | --------------------------- | --------------------------- |
| Num                                | Coureur                     | Pos                         |
|                                    | Emma Pooley ( GBR )         | 1re                         |
|                                    | Christiane Soeder ( AUT)    | 2e                          |
|                                    | Regina Bruins ( NED)        | 4e                          |
|                                    | Kirsten Wild ( NED)         | 15e                         |
|                                    | Sarah Düster ( GER)         | 16e                         |
|                                    | Pascale Schnider (SUI )     | AB-4                        |
| Directeur sportif : Manel Lacambra |                             |                             |

| Debabarrena Kirolgi DKT | Debabarrena Kirolgi DKT           | Debabarrena Kirolgi DKT |
| ----------------------- | --------------------------------- | ----------------------- |
| Num                     | Coureur                           | Pos                     |
|                         | Ane Santesteban* (ESP)            | 29e                     |
|                         | Itsaso Leunda Goni (ESP)          | 32e                     |
|                         | Inmaculada Pereiro González (ESP) | 33e                     |
|                         | Inmaculada Rafael Salas (ESP)     | 43e                     |
|                         | Irene San Sebastián* (ESP)        | 53e                     |
|                         | Eva Ledesma (ESP)                 | AB-4                    |

| DSB Bank-Nederland Bloeit ARC         | DSB Bank-Nederland Bloeit ARC | DSB Bank-Nederland Bloeit ARC |
| ------------------------------------- | ----------------------------- | ----------------------------- |
| Num                                   | Coureur                       | Pos                           |
|                                       | Marianne Vos* (NED)           | 3e                            |
|                                       | Tina Liebig (GER)             | 8e                            |
|                                       | Noortje Tabak* (NED)          | 10e                           |
|                                       | Liesbeth Bakker (NED)         | 17e                           |
|                                       | Daisy van der Aa* (NED)       | 52e                           |
|                                       | Marieke van Wanroij (NED)     | AB-4                          |
| Directeur sportif : Arthur van Dongen |                               |                               |

| Lointek LTK                         | Lointek LTK                             | Lointek LTK |
| ----------------------------------- | --------------------------------------- | ----------- |
| Num                                 | Coureur                                 | Pos         |
|                                     | Belén López Morales (ESP)               | 24e         |
|                                     | Maria del Rosario Rodríguez Gómez (ESP) | 34e         |
|                                     | Débora Gálvez López (ESP)               | 37e         |
|                                     | Fanny Riberot (FRA)                     | 40e         |
|                                     | Anne-Marie Schmitt* (LUX)               | 41e         |
|                                     | Patricia Jimenez Perez (ESP)            | 44e         |
| Directeur sportif : Dolores Sansaro |                                         |             |

| Safi-Pasta Zara-Titanedi SAF    | Safi-Pasta Zara-Titanedi SAF      | Safi-Pasta Zara-Titanedi SAF |
| ------------------------------- | --------------------------------- | ---------------------------- |
| Num                             | Coureur                           | Pos                          |
|                                 | Inga Cilvinaite (LTU)             | 9e                           |
|                                 | Giorgia Bronzini (ITA)            | 12e                          |
|                                 | Elena Berlato* (ITA)              | 14e                          |
|                                 | Eneritz Iturriagaetxebarria (ESP) | 20e                          |
|                                 | Svetlana Pauliukaite (LTU)        | 22e                          |
|                                 | Alessandra Borchi (ITA)           | 30e                          |
| Directeur sportif : Paolo Baldi |                                   |                              |

| USC Chirio Forno d'Asolo USC          | USC Chirio Forno d'Asolo USC | USC Chirio Forno d'Asolo USC |
| ------------------------------------- | ---------------------------- | ---------------------------- |
| Num                                   | Coureur                      | Pos                          |
|                                       | Olena Oliynik* (UKR)         | 13e                          |
|                                       | Tetyana Riabchenko* (UKR)    | 26e                          |
|                                       | Viktoria Vologdina* (UKR)    | 27e                          |
|                                       | Tetyana Mykhaylova* (UKR)    | 31e                          |
|                                       | Simona Frapporti* (ITA)      | 39e                          |
|                                       | Edita Unguryte (LTU)         | AB-4                         |
| Directeur sportif : Edvard Muselimian |                              |                              |

| Bourgogne cyclisme féminin             | Bourgogne cyclisme féminin | Bourgogne cyclisme féminin |
| -------------------------------------- | -------------------------- | -------------------------- |
| Num                                    | Coureur                    | Pos                        |
|                                        | Megan Guarnier (USA)       | 19e                        |
|                                        | Sylvie Gaillon (FRA)       | 25e                        |
|                                        | Isabelle Ferrer (FRA)      | 36e                        |
|                                        | Stéphanie Baud (FRA)       | 49e                        |
|                                        | Adeline Gourgin (FRA)      | 54e                        |
|                                        | Martine Gauthier (FRA)     | 57e                        |
| Directeur sportif : Philippe Grandjean |                            |                            |

| Life/Freebike                             | Life/Freebike            | Life/Freebike |
| ----------------------------------------- | ------------------------ | ------------- |
| Num                                       | Coureur                  | Pos           |
|                                           | Elster Alves (POR)       | 21e           |
|                                           | Rute Costa (POR)         | 45e           |
|                                           | Celina Carpinteiro (POR) | 46e           |
|                                           | Marina Gonzales (ESP)    | 55e           |
|                                           | Ana Vigário (POR)        | 56e           |
|                                           | Joana Patricio (POR)     | AB-3          |
| Directeur sportif : Ludgero Duarte Coelho |                          |               |

| RC Charlottenburg Berlin         | RC Charlottenburg Berlin  | RC Charlottenburg Berlin |
| -------------------------------- | ------------------------- | ------------------------ |
| Num                              | Coureur                   | Pos                      |
|                                  | Lina Kristin Schink (GER) | 18e                      |
|                                  | Yvonne Fiedler (GER)      | 38e                      |
|                                  | Lydia Wegemund (GER)      | 50e                      |
|                                  | Stine Hoffmann (GER)      | AB-4                     |
|                                  | Mandy Milow (GER)         | AB-4                     |
|                                  | Dana Skowrnowska (GER)    | HD-1                     |
| Directeur sportif : Gerhard Blum |                           |                          |

| Royal Antwerp Bicycle Club        | Royal Antwerp Bicycle Club   | Royal Antwerp Bicycle Club |
| --------------------------------- | ---------------------------- | -------------------------- |
| Num                               | Coureur                      | Pos                        |
|                                   | Kristina Saastad* (NOR)      | 23e                        |
|                                   | Froydis Meen Waersted* (NOR) | 28e                        |
|                                   | Veronique Staes* (BEL)       | 42e                        |
|                                   | Nana Steenssens (BEL)        | 47e                        |
|                                   | Kate Finegan (AUS)           | 48e                        |
|                                   | Jade Roberts* (RSA)          | 51e                        |
| Directeur sportif : Dirk Aernouts |                              |                            |

| Sélection nationale de Pologne VTT | Sélection nationale de Pologne VTT | Sélection nationale de Pologne VTT |
| ---------------------------------- | ---------------------------------- | ---------------------------------- |
| Num                                | Coureur                            | Pos                                |
|                                    | Maja Włoszczowska (POL)            | 5e                                 |
|                                    | Aleksandra Dawidowicz* (POL)       | 6e                                 |
|                                    | Paula Gorycka* (POL)               | 7e                                 |
|                                    | Magdalena Sadlecka (POL)           | 11e                                |
|                                    | Katazyna Solus* (POL)              | 35e                                |
|                                    | Małgorzata Jasińska (POL)          | AB-4                               |
| Directeur sportif : Andrzej Tiatek |                                    |                                    |